# Storia del doppiaggio italiano

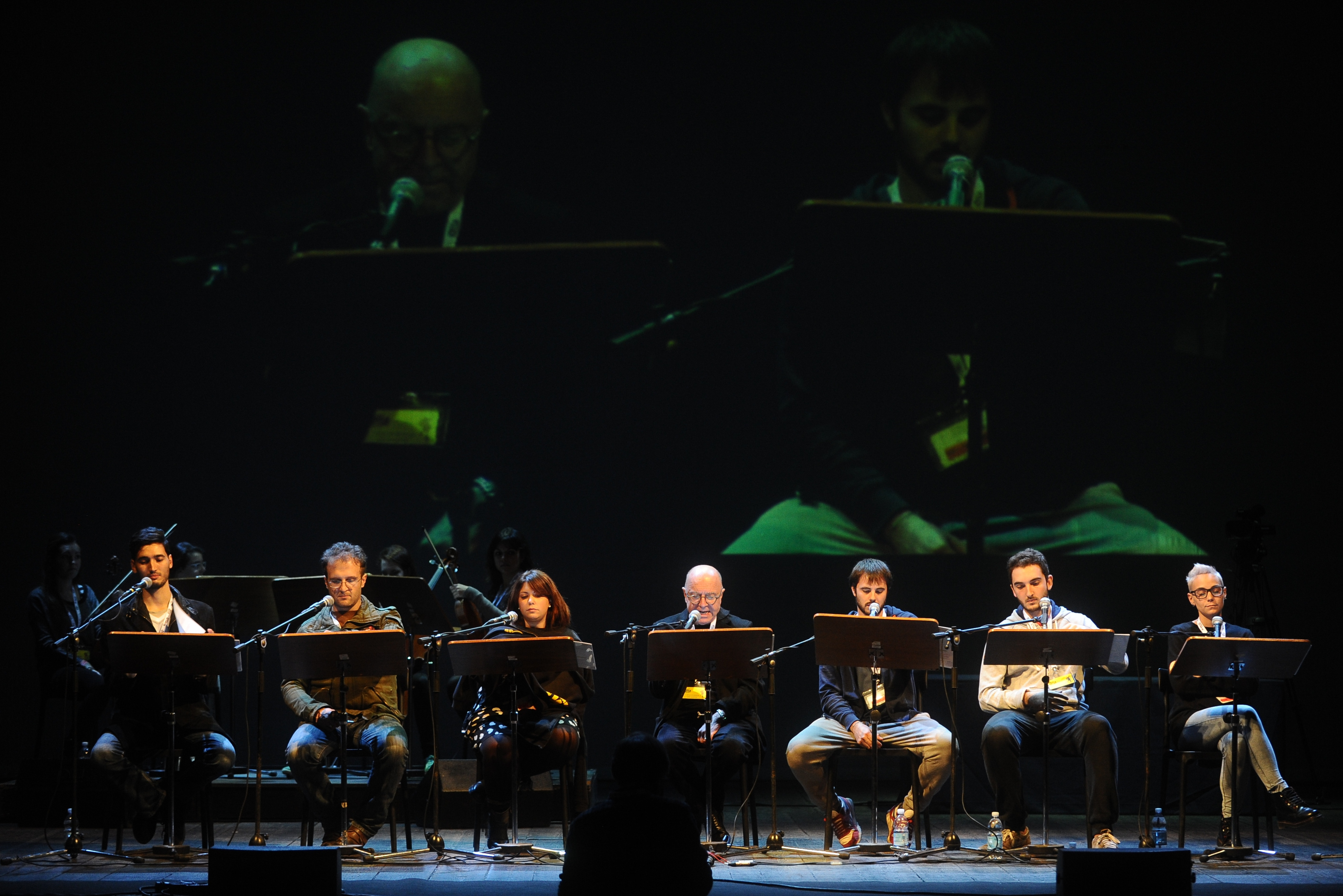
Lo spettacolo Voci di Mezzo al Teatro del Giglio in occasione di Lucca Comics & Games 2015.
Nella foto i doppiatori Flavio Aquilone, Edoardo Stoppacciaro, Letizia Ciampa, Francesco Vairano, Alessio Puccio, Manuel Meli e Joy Saltarelli.

Il doppiaggio italiano nasce nel 1929 in California per opera di alcune delle maggiori case di produzione statunitensi. Tale pratica nel 1932 arriva in Italia, a Roma, città che continua a detenere il primato nella realizzazione di edizioni italiane di opere cinematografiche e televisive. 

## La scuola romana

### Anni 1920
Con l'avvento del sonoro nel 1927, il mercato europeo del cinema statunitense, il maggior esportatore di pellicole in Europa, subì un brusco calo; i cinematografi europei non erano infatti attrezzati per proiettare pellicole sonore.
In Italia non si era a conoscenza che a Hollywood già da qualche tempo si erano iniziati degli esperimenti di post-sincronizzazione; il primo di essi, in lingua italiana, fu eseguito nel 1929 negli studi californiani della Fox; l'iniziativa partì dal montatore Louis Loeffer, il quale, avendo sposato un'italiana e avendo vissuto per un periodo in Italia, aveva dimestichezza dell'idioma; Loeffer si avvalse dell'attore italiano Augusto Galli, stabilitosi ad Hollywood dal 1922, che doppiò una scena del film Maritati ad Hollywood: nacque così il doppiaggio in lingua italiana. Il risultato fu deludente, ma aprì la strada alla soluzione tanto cercata.

### Anni 1930
In Italia nel frattempo, a causa dell'inefficienza delle sale, in quel periodo i film sonori statunitensi venivano rimontati: dopo aver rimosso la traccia sonora, venivano inserite delle didascalie a schermo intero con la traduzione del discorso ammutolito, che interrompevano continuamente e le sequenze, trasformandoli di fatto in film muti, procurando ai film una perdita di ritmo e di valore dell'opera, e allungandone notevolmente la durata fino spesso a raddoppiarla. Gli umoristi del Marc'Aurelio li apostrofavano sarcasticamente "film letti al cento per cento".
Data la mole di lavoro richiesta per questa pratica, aggiunta allo snaturamento che essa apportava all'opera, si dovette cercare una soluzione. Il malumore e successivo calo di interesse del pubblico italiano verso queste pellicole, creando anche un forte danno agli esercenti, e di conseguenza all'erario, fece sì che si iniziasse l'evoluzione delle 3200 sale cinematografiche presenti in Italia, attrezzandosi di altoparlanti e proiettori atti a leggere le pellicole sonore. In realtà, tale mutazione avvenne molto lentamente: al febbraio 1930 solo una minima parte era riuscita a installare le apparecchiature necessarie e tra maggio e settembre 1931 chiusero ben 350 cinematografi; la quantità di pellicole mute disponibili sul mercato era esigua e costituita soprattutto da film datati che non avevano in precedenza trovato collocamento a causa della scadente qualità.
Ma la causa maggiore del blocco del mercato del cinema sonoro fu l'ostracismo da parte del governo, determinato a impedire che il cinema nazionale si trasformasse in diffusore e propagatore di lingue straniere. Ogni pellicola che presentasse al suo interno anche una sola battuta in lingua non italiana, veniva respinto dalla revisione della censura; emblematico il caso occorso al film Anna Christie di Clarence Brown (1930), pellicola che presentava per la prima volta la voce della diva di punta dell'era del muto di Hollywood, Greta Garbo, annunciato in tutto il mondo con lo slogan "La Garbo parla!"; l'edizione italiana fu completamente ammutolita, ad eccezione di una sola frase: "Padre! Padre!", gridata in italiano dalla stessa Garbo. Sorte ancora peggiore trovò il primo film sonoro di Buster Keaton, Chi non cerca... trova: la Metro-Goldwyn-Mayer per venire incontro al mercato europeo costrinse gli attori a recitare, anche nell'originale inglese, con una lentezza esasperante, scandendo le sillabe in maniera compitata, in modo che il movimento delle labbra fosse messo in evidenza il più possibile; quindi gli stessi attori ridoppiarono il film, con la medesima lentezza, nelle varie lingue di cui non avevano nessuna dimestichezza, risultando dei dialoghi privi di spontaneità in cui ogni traccia di comicità veniva perduta. Il critico Enrico Roma apostrofò il lavoro «il più insulso, il più puerile di quanti se ne siano ideati fin qui [...] il risultato di questo pasticcio è apparso dei più disastrosi e che il comicissimo attore era ridotto a un automatismo addirittura pietoso [...] un film che [...] in questa edizione è disceso al di sotto della mediocrità».
Ma oltre al mercato italiano, le case di produzione hollywoodiane notarono il calo dell'intero mercato europeo, e corsero subito ai ripari. Dapprima, alcune tra le maggiori case di produzione (Metro-Goldwyn-Mayer e Fox Film) iniziarono a produrre i film di maggior rilievo in plurime versioni multilingue in presa diretta; ciò comportò una spesa di produzione maggiore, dovuto all'incrementato lavoro degli attori che dovevano imparare i copioni in diverse lingue e rigirare le scene molte più volte. Per di più, il pubblico rimase spesso insoddisfatto a causa della pronuncia imperfetta degli attori; divenne popolarissima invece la marcata inflessione anglofona dei comici Stanlio e Ollio nel film Muraglie, di cui si discusse tanto e che rappresentò l'unico caso in cui portò al successo di pubblico, tanto che negli anni a venire i film della coppia furono doppiati con una accentuata cadenza anglofona. La Paramount arrivò ad aprire un proprio stabilimento centrale di produzione a Joinville, nei pressi di Parigi, e ingaggiare troupe e attori delle principali nazioni europee che rigirassero il film originale in lingua locale. Queste edizioni furono duramente disapprovate dal pubblico e dalla critica.
Nel 1931 la Metro-Goldwyn-Mayer si convinse che la pratica del doppiato era la più efficace e meno dispendiosa; istituì il reparto doppiaggio italiano con la direzione di Carlo Boeuf e il dialoghista Giovanni Del Lungo e avviò la pratica del doppiaggio con gli attori Augusto e Rosina Galli (che iniziò a prestare la voce a Joan Crawford, Argentina Ferraù e Francesca Braggiotti (che doppiava Greta Garbo). Venivano scritturati anche attori di passaggio, come Milly o il comico Dino Bolognese. Il primo film M.G.M. a essere doppiato interamente in lingua italiana fu Carcere diretto da Ward Wing; anche qui il risultato fu una recitazione con forti accenti americani. In seguito, la stessa Metro fece doppiare nei suoi stabilimenti di Culver City Sivigliana di Ramón Novarro e Trader Horn di W. S. Van Dyke.
Nel frattempo la Fox Film, che oltre al primo esperimento di due anni prima di Carcere non aveva ritenuto vantaggioso insistere, visto il restringimento del regime fascista e non perdere così il mercato italiano, dovette ricredersi e adottare anch'essa la pratica del doppiato. Ingaggiò come direttore del doppiaggio l'attore caratterista Frank Puglia, Alberto Valentino (fratello del divo Rodolfo) come dialoghista, e Franco Corsaro come primo doppiatore. Il primo film ad essere doppiato dalla Fox fu, nel 1931, Tu che mi accusi di Victor Fleming, doppiatori Franco Corsaro, Luisa Caselotti, Agostino Borgato e Guido Trento.
La Paramount Pictures, che nel frattempo aveva assistito da spettatrice alla nascita del nuovo metodo, decise anch'essa di adoperare questa pratica nel sopracitato stabilimento centrale di Joinville, insistendo nel far curare le edizioni dei vari Paesi europei agli attori locali; fu scelto come direttore dei doppiaggi Pier Luigi Melani. Qui furono doppiati film di grande successo della Paramount come Il dottor Jekyll di Rouben Mamoulian e Il segno della croce di Cecil B. DeMille; entrambi avevano come protagonista Fredric March, doppiato rispettivamente da Olinto Cristina, fino ad allora attore teatrale e radiofonico, e da Franco Schirato.
Il successo immediato del film doppiato fu anche dovuto al fatto che una parte della popolazione italiana era all'epoca analfabeta o comunque non istruita al punto da poter seguire interi film sottotitolati.
Nell'estate del 1932 aprì finalmente a Roma il primo stabilimento di doppiaggio italiano: la Cines-Pittaluga, la quale aveva nel Regno il monopolio di produzione e distribuzione cinematografica. La direzione fu affidata al regista Mario Almirante; costui fu intenzionato a dare al doppiaggio italiano maggior prestigio e si circondò di attori e collaboratori di primissimo piano. Tra i primi film a essere doppiati dalla nuova società c'è A me la libertà! di René Clair, dove si possono riconoscere le voci di Gino Cervi e Corrado Racca, Ragazze in uniforme di Sagan, dove si ascolta la voce Andreina Pagnani, apprezzata attrice teatrale, La tragedia della miniera e L'Atlantide di Pabst, in cui si udiva la voce di Umberto Melnati. Altri grandi nomi che prestarono la propria recitazione al doppiaggio furono: Mario Ferrari, Olinto Cristina, Tina Lattanzi, Ugo Cesari, Gero Zambuto, Camillo Pilotto, Augusto Marcacci.
Nello stesso periodo nacquero a Roma altre case di doppiaggio, come la Fotovox, fondata dall'ingegnere Gentilini e dal compositore Nuccio Fiorda, con direttore di doppiaggio Franco Schirato; la Fono Roma, fondata dall'ingegnere Salvatore Persichetti, che diventò lo stabilimento primario nel settore grazie alla 20th Century Fox, alla Paramount e alla Warner Bros. che le affidarono le edizioni italiane dei propri film; e l'Itala-Acustica diretta da Vincenzo Sorelli.
Ci si rese conto ben presto che i doppiaggi effettuati in Italia erano di gran lunga superiori a quelli eseguiti negli Stati Uniti, i quali soffrivano dell'inflessione anglofona degli esecutori. Così, nel 1933 tutte le major decisero di proseguire la loro attività in loco, ovvero in ognuna delle nazioni interessate. La Metro-Goldwyn-Mayer aprì un proprio stabilimento a Roma, con la mansione come direttore e doppiatore affidata a Augusto Galli, sua moglie Rosina scritturata come assistente del marito e doppiatrice e Giovanni Del Lungo e Virgilio Lilli come dialoghisti; vennero qui doppiati Il campione di King Vidor e Ingratitudine di Clarence Brown, definiti dal critico Filippo Sacchi i migliori doppiaggi mai sentiti fino a quel momento. La Fox delegò le attività di doppiaggio alla Fono Roma.
Il regio decreto-legge n. 1414 del 5 ottobre 1933 dispose che qualora un film straniero fosse stato doppiato all'esterno del Regno d'Italia questi non poteva essere proiettato nelle sale italiane, istituendo inoltre una tassa sul doppiaggio di 25000 lire per ogni film straniero a spese della società produttrice. Il provvedimento non colse impreparate le major, dato che la ricollocazione era già prescritta in Francia e Germania dall'anno precedente. Da questo momento la pratica venne effettuata soltanto in Italia e iniziò a perfezionarsi sempre più; fra gli anni 1935 e 1938 il doppiaggio italiano raggiunse una maturità artistica eccezionale e questo periodo fu considerato da alcuni critici l'"epoca d'oro" del doppiaggio italiano. Qualche riserva fu invece espressa sulle traduzioni, talvolta troppo letterali o gergali, al quale molti anni più tardi verrà dato l'appellativo di doppiaggese.
Dal giugno del 1938 le major troncarono i loro rapporti con l'Italia in seguito alle disposizioni del monopolio; per qualche tempo continuarono a collaborare le minori United Artists, la Universal Pictures, la Columbia Pictures la Disney e l'RKO che rispettivamente produssero e distribuirono Biancaneve e i sette nani, in Italia nel dicembre 1938.

Miranda Bonansea doppiatrice di Shirley Temple negli anni '30

Gli anni trenta del doppiaggio possono essere divisi in due lustri; fino al 1935 circa il doppiaggio era ancora rudimentale. I maggiori interpreti erano attori teatrali o attori di prosa radiofonica; tra essi Mario Ferrari, Romolo Costa, Corrado Racca, Gero Zambuto, Gino Cervi, Paolo Stoppa, Mario Besesti, Olinto Cristina, Augusto Marcacci, Giulio Panicali, Sandro Ruffini, Augusto Galli e sua moglie Rosina, Francesca Braggiotti, Franca Dominici, Tina Lattanzi, Lydia Simoneschi, Andreina Pagnani, Rina Morelli, Giovanna Scotto, Marcella Rovena, Nella Maria Bonora, Lola Braccini, Dina Perbellini, Dina Romano, una giovane Anna Magnani e la bambina prodigio Miranda Bonansea, doppiatrice italiana ufficiale di Shirley Temple. Dal 1935 in poi il doppiaggio andò migliorandosi sempre più, tanto che molti film doppiati soltanto un paio di anni prima vennero ridoppiati. Da qui iniziò a costituirsi un blocco di doppiatori specializzati nel ramo doppiaggio, tra cui Stoppa, Besesti, Cristina, Marcacci, Panicali, Ruffini, Lattanzi, Simoneschi, Pagnani, Morelli e Scotto, e subentrarono in modo costante altri nomi quali Emilio Cigoli e sua madre Giovanna, Lauro Gazzolo, Gualtiero De Angelis, Giorgio Capecchi, Stefano Sibaldi, Vinicio Sofia, Carlo Romano, Renata Marini, Wanda Tettoni, Luigi Pavese e la giovane Rosetta Calavetta.
Alcuni degli attori che hanno iniziato il lavoro negli anni trenta sono andati avanti fino agli anni ottanta, altri sono approdati alla traduzione e adattamento dei dialoghi, sino alla direzione del doppiaggio.
Tra i direttori di doppiaggio più stimati vi erano Franco Schirato, che sostituì Galli alla M.G.M. nel 1935, il quale si fece apprezzare per la direzione di Pranzo alle otto, Sui mari della Cina Giulietta e Romeo, La buona terra, La tragedia del Bounty; Luigi Savini, prima alla Itala-Acustica e dopo alla Paramount; Nicola Fausto Neroni direttore di doppiaggio per la Warner Bros.; Vittorio Malpassuti alla 20th Century Fox; Mario Almirante alla ENIC; Sandro Salvini direttore dei doppiaggi dei film del consorzio EIA e degli Artisti Associati; Vincenzo Sorelli all'I.C.I.; e ancora Giorgio Bianchi, Nino Giannini, Oreste Pecori, Stefano Guberti. Tra i dialoghisti spiccarono i già citati Pier Luigi Melani, Giovanni Del Lungo e Virginio Lilli, Alessandro De Stefani, Guglielmo Giannini, Gian Bistolfi, Paola Ojetti, Dario Sabatello, Guido Cantini, Enrico Marino.

### Anni 1940

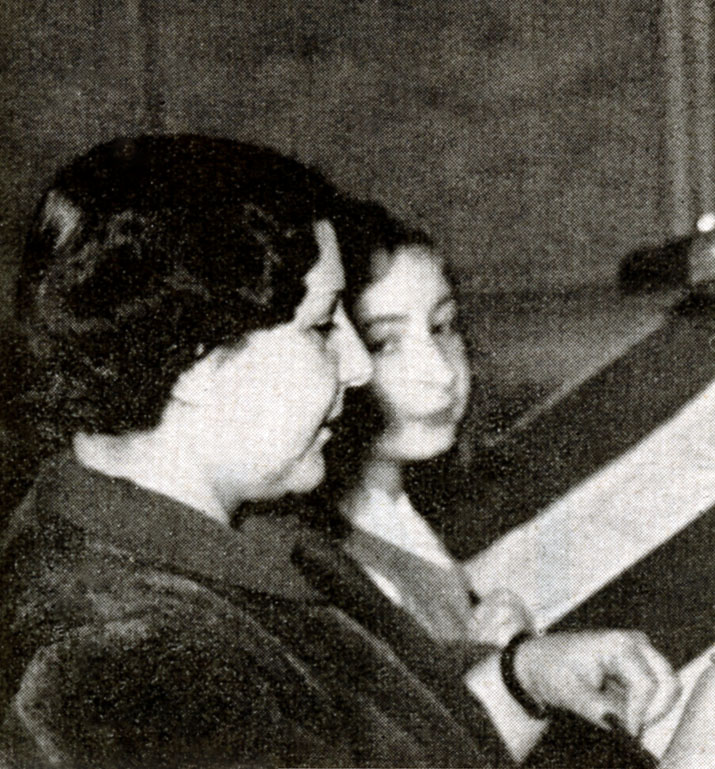
Lydia Simoneschi durante una sessione di doppiaggio nel 1951 con una giovanissima Maria Pia Di Meo, che all'epoca aveva 12 anni

Dopo l'entrata dell'Italia nella seconda guerra mondiale nel giugno 1940, i rapporti cinematografici tra i Paesi alleati e l'Italia cessarono quasi totalmente.
Dal dopoguerra la pratica di doppiare i film fu praticamente adottata da tutta l'industria cinematografica, anche perché favorita dal Piano Marshall, che poneva le basi per una "colonizzazione culturale" dei paesi usciti sconfitti dal conflitto mondiale anche attraverso lo stanziamento per l'Italia di 800 milioni di dollari per l'acquisto di film americani, e una quota destinata al doppiaggio degli stessi film.
Tra i doppiatori attivi dagli anni quaranta si ricordano: Giuseppe Rinaldi, Pino Locchi, Arturo Dominici, Renato Turi, Gianni Bonagura, Gianfranco Bellini, Mario Pisu, Dhia Cristiani, Flaminia Jandolo, Aleardo Ward, Riccardo Mantoni (e, seppur in maniera limitata, il fratello minore Corrado), Enrico Maria Salerno, Arnoldo Foà, Anna Miserocchi, Clelia Matania, Clara Bindi, Alina Moradei, Isa Bellini ed i giovanissimi Corrado Pani, Luciano De Ambrosis, Germana Calderini, Vittorio Stagni e Maria Pia Di Meo.

### Anni 1950 e 1960
Si tratta dei doppiatori giovani o appena nati negli anni quaranta che hanno cominciato a farsi strada dagli anni cinquanta fino a tutti gli anni settanta. Alcuni di essi sono ancora in attività, soprattutto nelle vesti di direttore del doppiaggio. Tra essi Oreste Lionello, Nando Gazzolo, Massimo Turci, Elio Pandolfi, Mario Bardella, Cesare Barbetti, Dario Penne, Sergio Graziani, Riccardo Cucciolla, Ferruccio Amendola, Giorgio Lopez, Manlio De Angelis, Sergio Fiorentini, Glauco Onorato, Adalberto Maria Merli, Sergio Tedesco, Carlo Sabatini, Renato Mori, Vittorio Di Prima, Corrado Gaipa, Roberto Bertea, Giorgio Piazza, Pino Colizzi, Renato Izzo, Sergio Di Stefano, Michele Gammino, Fiorella Betti, Rita Savagnone, Melina Martello, Micaela Giustiniani, Vittoria Febbi, Sonia Scotti, Angiolina Quinterno, Gianni Musy, Solvejg D'Assunta, Angiola Baggi e Marcello Tusco.

### Anni 1970 e 1980
I doppiatori maggiormente attivi o che hanno iniziato la carriera tra gli anni settanta ed ottanta: Tonino Accolla, Sandro Iovino, Carlo Valli, Paolo Buglioni, Ennio Coltorti, Oreste Rizzini, Giancarlo Giannini, Rossella Izzo, Simona Izzo, Fiamma Izzo, Giuppy Izzo, Loredana Nicosia, Gino La Monica, Gigi Proietti, Leo Gullotta, Rodolfo Bianchi, Mino Caprio, Massimo Foschi, Romano Malaspina, Adolfo Lastretti, Claudio Sorrentino, Piero Tiberi, Roberto Chevalier, Angelo Nicotra, Gianluca Tusco, Bruno Cattaneo.

### Anni 1990
I doppiatori maggiormente attivi o che hanno iniziato la carriera nel periodo tra la fine degli anni ottanta e l'inizio degli anni 1990: Marco Mete, Alessandro Rossi, Massimo Rossi, Riccardo Rossi, Emanuela Rossi, Fabio Boccanera, Laura Boccanera, Domitilla D'Amico, Claudia Razzi, Simone Mori, Francesco Pezzulli, Riccardo Scarafoni, Barbara De Bortoli, Federica De Bortoli, Stella Musy, Vittorio De Angelis, Eleonora De Angelis, Perla Liberatori, Francesco Prando, Angelo Maggi, Massimo Lodolo, Francesca Fiorentini, Luca Ward, Monica Ward, Andrea Ward, Fabrizio Pucci, Francesco Pannofino, Roberto Draghetti, Pino Insegno, Antonio Sanna, Sandro Acerbo, Rossella Acerbo, Massimo De Ambrosis, Massimiliano Manfredi, Roberto Pedicini, Francesco Bulckaen, Mario Cordova, Luca Biagini, Loris Loddi, Riccardo Niseem Onorato, Emiliano Coltorti, Adriano Giannini, Massimiliano Alto, Pasquale Anselmo, Massimo Corvo, Stefano De Sando, Christian Iansante e Alessio Cigliano.

### Anni 2000
Tra i doppiatori la cui carriera è iniziata tra la fine degli anni novanta e l'inizio dei 2000 ci sono: Alessio Nissolino, Mattia Nissolino, Valentina Mari, Alberto Bognanni, Gabriele Patriarca, Alex Polidori, Manuel Meli, Mirko Cannella, Flavio Aquilone, Valentina Favazza, Veronica Puccio, Letizia Ciampa, Letizia Scifoni, Alessio Puccio, Ruggero Valli, Alessandro Campaiola, Federico Campaiola, Rossa Caputo, David Chevalier, Andrea Mete, Maurizio Merluzzo, Marco Vivio, Paolo Vivio e Riccardo Suarez.

### I "talent"
A partire dagli anni '80 (con alcune sporadiche esperienze precedenti, soprattutto nel cantato) si è diffusa la pratica dei cosiddetti talent (dall'inglese voice talent, termine che originariamente indica i professionisti che prestano voce ai cartoni animati), ovvero attori, conduttori televisivi, cantanti e vari personaggi dello spettacolo o celebrità più o meno vicini al mondo della recitazione (ma non necessariamente), selezionati dalla casa di distribuzione italiana o, più raramente, dal direttore del doppiaggio per doppiare parti principali o comparse all'interno di determinati prodotti (soprattutto lungometraggi), principalmente con il fine di pubblicizzare la loro presenza nel film. Tra i nomi principali che hanno preso parte, come esterni, a doppiaggi italiani ci sono Claudio Bisio, Luca Zingaretti, Carla Signoris, Marco Mengoni, Giancarlo Magalli, Fabrizio Frizzi, Luca e Paolo, Luciana Littizzetto, Max Giusti, Luca Laurenti, Fabio Volo, Renato Zero. 
Questa pratica è diffusa principalmente nei prodotti animati, ma capita sovente anche in alcuni prodotti con attori in carne e ossa (come ad esempio Ricky Memphis in Notte al museo - Il segreto del faraone). Capita talvolta che alcuni doppiatori professionisti siano assunti dal distributore e pubblicizzati come se fossero "vip" (generalmente quando hanno una carriera nota, esterna al mondo del doppiaggio), come ad esempio Massimo Lopez, Gigi Proietti, Neri Marcorè, Anna Marchesini, Francesco Pannofino, Leo Gullotta, Stefano Masciarelli e Pino Insegno. 
Come detto, sporadicamente avvenivano collaborazioni con artisti noti anche prima degli anni '80, principalmente nel canto (come il Quartetto Cetra, Alberto Rabagliati e Natalino Otto che doppiarono le canzoni di alcuni classici Disney d'epoca), oppure con nomi che avevano un'ampia formazione attoriale e talvolta formazione ed esperienze proprio nel doppiaggio, e che sarebbero divenuti doppiatori professionisti in seguito (come Renzo Montagnani, Loretta Goggi e il già citato Gigi Proietti). Capita, inoltre, che alcuni cantanti noti vengano selezionati per le parti cantate di determinati personaggi (come ad esempio Serena Rossi in Il ritorno di Mary Poppins e Alex Baroni in Hercules).   

## La scuola milanese
Il doppiaggio a Milano si affermò soltanto a partire dagli anni ottanta quando Fininvest (e le altre reti private che poi vi furono inglobate), iniziò ad affidare le edizioni italiane di telefilm, soap opera, telenovelas e cartoni animati mandati in onda sulle sue proprie reti proprio alle cooperative di doppiaggio milanesi (in particolare alla Merak Film); tale ritardo nella diffusione ha inizialmente comportato una minore qualità ed esperienza dei doppiatori milanesi rispetto a quelli delle cooperative romane, essendo per anni utilizzati solo come voci fuori campo negli spot pubblicitari; dopodiché la serialità dei prodotti doppiati, la varietà dei personaggi e la nitidezza di linguaggio necessaria, specie all'interno dei prodotti per ragazzi, ha gradualmente reso il doppiaggio più versatile, contribuendo a migliorarne la qualità e a creare una certa fidelizzazione e riconoscibilità nel pubblico. Negli anni si è assistito ad un notevole salto di qualità tanto che a partire dagli anni 2000 alle cooperative milanesi è stato iniziato ad essere affidato un numero sempre maggiore di varie pellicole cinematografiche, documentari e di molti videogiochi. Tra i doppiatori ricordiamo: Elisabetta Spinelli, Graziella Porta, Debora Magnaghi, Alessandra Karpoff, Patrizia Scianca, Jasmine Laurenti, Donatella Fanfani, Daniela Fava, Cinzia Massironi, Marcella Silvestri, Riccardo Rovatti, Alberto Olivero, Mario Scarabelli, Mario Zucca, Luca Bottale, Diego Sabre, Giulia Franzoso, Lara Parmiani, Deborah Morese, Federica Valenti, Tosawi Piovani, Massimo Di Benedetto, Claudio Ridolfo, Giuseppe Calvetti, Patrizio Prata, Simone D'Andrea, Sante Calogero, Paolo Torrisi, Daniele Demma, Pietro Ubaldi, Giovanni Battezzato, Emanuela Pacotto, Claudio Moneta, Gianluca Iacono, Riccardo Peroni, Marco Balzarotti, Davide Garbolino, Cip Barcellini, Gianfranco Gamba e Francesco Orlando. Tra le attrici presenti nel doppiaggio milanese conosciute al grande pubblico si possono citare Lella Costa, Marina Massironi e Veronica Pivetti.
Fra le società di doppiaggio, le principali sono la Merak Film, TransPerfect Media Milano, SDI Media Group Milan, Jupiter Comunication, LogoSound e VSI Group.

## Altre società di doppiaggio
Altre società di doppiaggio si trovano a Napoli, come OrangeBug (la Bottega del Doppiaggio), a Perugia, come Studio Teclas, a Terni, come Vox Revolution, a Rende, come Voice Over Academy, a Firenze, come Arkadia Group International, a Torino, come la Videodelta e la O.D.S., a Bologna, come lo Studio Arki e Sincrodub, a Genova, come la Genova Records, a Verona (Carioca), a Vicenza (Voxer Studio), a Padova (Italian Dubbing), a Cagliari (Quarantacinque Audiolibri e Doppiaggio) e a Palermo (Palermo Doppiaggio).

## Legislazione
Il settore del doppiaggio è regolato da un Contratto Nazionale di categoria.

## Associazioni delle categorie del doppiaggio in Italia
Le principali associazioni di categorie sono la ANAD - Associazione Nazionale Attori Doppiatori; la AIDAC - Associazione italiana dialoghisti adattatori cinetelevisivi; la ADAP - Associazione Doppiatori Attori Pubblicitari; la ANFD - Associazione Nazionale Fonici del Doppiaggio; infine la DOM - Associazione dei Doppiatori di Milano.

## Manifestazioni dedicate al doppiaggio
Fra le manifestazioni dedicate al doppiaggio il Festival del Doppiaggio Voci nell'Ombra, il Gran Galà del Doppiaggio Romics DD, il Leggio d'oro,  Gran Premio Internazionale del Doppiaggio e il Premio Tonino Accolla.